# Pelurga tangens
Pelurga tangens là một loài bướm đêm trong họ Geometridae.